# Dau Ac
Dau Ar (ce qui signifie « île du soleil » en langue nyelâyu) est une île de Nouvelle-Calédonie située à environ 35 km au nord-ouest de la pointe septentrionale de la Grande Terre. Il s'agit de la troisième plus importante île de l'archipel et commune des îles Belep après l'île Art (dont elle n'est séparée que part un chenal de 2,5 km). Contrairement aux deux autres îles, elle n'a jamais été peuplée. Elle est prolongée au sud-est, vers la Grande Terre, par deux systèmes d'îlots rocheux : les Daos du nord (auxquels elle est parfois rattachée) et du sud.